# Stolnica sv. Martina, Tolmeč
Stolnica v Tolmeču, posvečena sv. Martinu, je glavna cerkev Tolmeča/Tolmezza v Videmski pokrajini. Cerkev je skupaj z župnijsko cerkvijo Santa Maria Oltre Toda sedež arhidiakona.

## Opis
Sedanja stavba sega v leto 1764 in stoji na Trgu 20. septembra (Piazza XX Settembre) na mestu starodavne cerkve San Martino, ki so jo porušili, da bi naredili prostor za novo cerkev, ki jo je zasnoval Domenico Schiavi iz Tolmeča. Fasada je bila dokončana šele leta 1931. Zvonik je okronan z angelom anemometrom.
V notranjosti, ki jo sestavlja ena velika ladja, so:
- glavna oltarna slika, delo Francesca Fontebassa iz leta 1763, ki prikazuje Devico in otroka med svetniki Martinom in Karlom Borromeom;
- oltarne slike v levih kapelah:
  - kapela San Luigi z oltarno podobo Pietra Antonia Novellija (Madona z otrokom in svetniki Ludvikom, Emidiom in Janezom Krstnikom) iz leta 1780;
  - kapela Sant'Ilario z Novellijevo oltarno podobo, ki prikazuje Obglavitev Sant'Ilario leta 1790, v čelnem delu marmornega oltarja hranijo relikvije sv. Hilarija, zavetnika Karnije
  - kapela duš z delom Gaspare Dizianija (med letoma 1735 in 1740), ki prikazuje Duše v vicah v prisotnosti Device in svetnikov Frančiška Asiškega, Antona Padovanskega in Gerolama;
- desne kapele:
  - kapela sv. Nikolaja z oltarno podobo Filipa Giuseppinija (sv. Nikolaj med sv. Lucijo in Ano);
  - kapela rožnega venca z oltarno sliko Pietra Antonia Novellija, ki prikazuje Sveto družino med svetniki Dominikom in Katarino Siensko iz leta 1765;
  - kapela sv. Petra z oltarno podobo Gerolama da Ponta, znanega kot Bassano (Kronanje Device in dveh frančiškanskih svetnikov).
- Cikel Dvanajst apostolov, Devica z Odrešenikom, Krstnikom in svetim Hilarijem, delo karnijskega slikarja Nicolòja Grassija in nastal zahvaljujoč radodarnosti Jacopa Linussia, ki mu je slikar namenil portret, ki ga zdaj hranijo v tamkajšnjem muzeju.

Zanimiv je tudi velik krstilnik Carla da Carone (1516), ciborij, pripisan Bernardinu da Bissoneu, leseno razpelo, verjetno iz 16. stoletja  in zakristijsko pohištvo cividalskega rezbarja Mattea Deganuttija iz 18. stoletja.
- Angelo anemometro
- Interno della cupola
- L'altare maggiore